# الدنيا روزي
 الدنيا روزي هو مسلسل رسوم متحركة  للأطفال للذين تتراوح أعمارهم بين 3 إلى 6 سنوات. من تأليف فيكي كورنر لصالح V&S الترفيه المحدودة التي تنتجها  بصيغة HD CGI انيمشن  ، سلسلة تروي مغامرات فتاة صغيرة تدعى روزي وأصدقائها، لين، بينون، فكري شجرة البلوط القديمة والأرنب الأزرق رومبا. معا يذهبون في مغامرات ممتعة ويتعلمون أن كل شيء أفضل مع القليل من المساعدة من أصدقائك.
أربع مواسم  قد بثت جنبا إلى جنب مع حلقة خاصة «عندما كنت ترغب في بناء بلوط».الدنيا روزي تبث على CBeebies في المملكة المتحدة وعلى براعم في العالم العربي  ودوليا عبر 160 منطقة.

## القصة
الشخصية المركزية للسلسلة هي روزي المشرقة والملهمة الت تبلغ من العمر  6 سنوات من العمر مع أفضل صديق لها رومبا الأرنب الأزرق. يعيشان في بيت لعب وردي حديث حيث يقع في مركز الحديقة الجميلة - عالم روزي.. المنزل ذات الألوان الزاهية لديه سلالم تختفي حين ينفض الغبار  بالتحول لشريحة شذر وصولا إلى ادنى الملعب. داخل المنزل ملون ومعاصر مع زجاج المصعد النظيف للطابق الأول وحديقة عضوية داخلية صحية.
هناك سبعة الشخصيات الرئيسية في سلسلة – بما في ذلك روزي ورومبا، بينون، كرز المتهور والفنانة لين،  بلبلة و  شجرة السنديان الحكيمة فكري، وضمان عريضة الاستئناف ليس فقط عبر مجموعة واسعة سن ولكن أيضا عبر كل الأنواع. الشخصيات متنوعة والاطفال دائما يعثرون على شخص يمكن أن يشاركونهم الصفات. على الرغم من أن روزي تؤدي الطابع أنها لا دائما تأخذ زمام المبادرة. في عالم روزي لديهم قواعد المساواة، الأصدقاء، لإثبات العمل الجماعي وتعلم أن كل شيء أفضل مع القليل من المساعدة من أصدقائك...'
مواقع أخرى في اعالم روزي تشمل عرين بينون حيث يتألفمن  سقف من القش ونوافذ زجاجية ملونة، وورشة لين الذي بني في جانب من تلة العشب، الملعب، منطقة النزهات، المتاهة، البستان، تيار، حديقة فكري والمسرح – مسرح طبيعي يتكون من ترابط حلقات متحدة المركز التي يمكن ان تتحول في لمسة زر إلى منطقة تزلج، كرة القدم، بركة سباحة.
قصص مميزة في الدنيا روزي حيث تحتضن أسئلة يومية  التي يستغربها الأطفال في مرحلة ما قبل المدرسة مثل يمكنني أن يطير إلى القمر؟ ما هي الضوضاء؟ كيف تصنع النحل العسل؟ ويهدف المسلسل إلى شرحها لهم  بطريقة ودية. روزي ورومبا مثل أي شيء أكثر من أن يتجولون في حديقتهم على زلاجتهم تووتر (جزء دراجة ثلاثية العجلات، الجزء سكوتر) وهم يبحثون  عن متعة المغامرة القادمة.
في جميع أنحاء سلسلة أصدقاء تعلم قيم المهارات الاجتماعية، بما في ذلك كيفية التفاعل مع بعضها البعض والعمل كفريق وتكتشف أن كل شيء أفضل مع القليل من المساعدة من أصدقائك. الحلقة لديها عدة مواضيع كالاحتفال والإبداع ورعاية الكوكب باستخدام خيالك كبير في الهواء الطلق، بما في ذلك الرياضة والألعاب الطقس. مع عنصر التعليم من خلال تشغيل كل حلقة الأطفال يشاركون والمتعة أثناء التعلم.

## الشخصيات

### الشخصيات الرئيسية
- روزي هي الشخصية الرائدة ولها شعر زاهي ملون معقد  جنبا إلى جنب مع زر أخضر كبير.أدى صوت روزي  جوانا رويز (النسخة العربية:). روزي لديها موقف إيجابي، شعور قوي من المغامرة وتحب اللعب مع أصدقائها، وخاصة أفضل صديق لها رومبا.
- رومبا هو أرنب أزرق. يحب تناول الطعام، واللعب مع جميع الألعاب المفضلة له والقيادة في جميع أنحاء الحديقة. غريبة باستمرار عن العالم من حوله، ويسعى دائما المغامرة. ورومبا لديه سحاب خاص أسفل الجبهة حيث يحتفظ ممتلكاته الثمينة. ويؤدي إيما تاتي بدور رومبا.(النسخة العربية:).
- لين هي  جميلة وتتحدث بهدوء. وترتبط شعرها مع عقدة بنفسجية ضخمة. على الرغم من انها خجولة، لين تفكر دائما بالآخرين وهي كريمة معهم. وهي تتمتع بصنع الأشياء من المواد التي تجمعها وتبقيها في ورشتها. أدى صوت لين تيريزا غالاغير.(النسخة العربية:).
- كرز هو متهور قليلا. انه يتخذ القرار بسرعة ويعيش اللحظة  وأحيانا يعمل قبل أن يفكر. فخره وتسليته هو قيادة الدراجة لكنه أيضا يحب كرة القدم.أدى صوته  تيريزا غالاغير.(النسخة العربية:).
- بينون هو دب كبير  يحب البستنة والطبخ وعادة يمكنك ان تجده في حقل الخضار أو المطبخ. على الرغم من انه  كبيرو اخرق، بينون  مستمع جيد وهو صديق مخلص وموثوق به. ادى صوت بينون واين فوريستر.(النسخة العربية:).
- بلبلة عنيدة، تغني بصوت عال. هي تؤمن بأن لديها قوى سحرية ولكن لا أحد يرى سحرها تعمل، ولا أحد سيكون شجاعا ليقول لها! أدى صوت بلبلة  إيما تاتي.(النسخة العربية:).
- فكري شجرة سنديان القديمة ويعتبره الجميع جداً لهم بما في ذلك روزي. انه حكيم ويدري الصحيح، حيث يمكنك ان تعتبر فكري هو رفيق مستمر وامين حيث لديه النصائح الصحيحة والمعلومات الموثوقة. من وجهة نظره العالية على حديقته، أوكلي قادر على مشاهدة ومشاركة كل ما يجري في الحديقة. أدى صوت فكري وأين فورستر. (النسخة العربية:).

### الشخصيات الفرعية
أرْزة والبلوطات الثلاث بطة ونيس كمون أرچي والقنادس والدودة

## الإصدارات
في 3 مايو 2010، الحلقة الأولى من الدنيا روزي بثت على CBeebies. الموسم الأول عرضت الشخصيات الرئيسية من عالم روزي وكيفية  إنشاء العلاقات بين الأصدقاء. تم الانتهاء من إنتاج الموسم الثاني في عام 2011 مع الحلقة الأولى الت بثت في 23  مايو 2011. الموسم الثاني قدمت مجموعة من الشخصيات الثانوية ومواقع إضافية. الحلقة الأولى من الموسم الثاني قد بثت في 18 حزيران 2012. تم تعزيز هذا الموسم بواسطة انيمشن و SKG. تم عرض حلقة طويلة خاصة  'عندما كنت ترغب في بناء بلوط' بتكليف من CBeebies في عام 2013 ولاول مرة في يوم رأس السنة الجديدة 2014. اكتمل إنتاج الموسم الرابع  في نهاية عام 2015, مع الحلقة الأولى بعد أن بثت يوم 2  مارس 2015 ، ليصل إجمالي عدد الحلقات 104 × 11'.
الدنيا روزي تم بيعها في أكثر من 160 بلد  في جميع أنحاء العالم وبثها في 27 لغة مختلفة. في الولايات المتحدة، تم بث المسلسل بالاسبانية على قناة في-مي الأطفال. الحلقات صدرت خلال SVOD  على منصات Kidoodle, Oznoz و  التطبيق المحمول بلاي كيدز. المسلسل يبث على قناة براعم وسبيس تون في الشرق الأوسط. وزعت قنوات بي بي سي ورلدوايد  سلسلة في معظم أنحاء أفريقيا، آسيا وبولندا. أ الإسبانية يصفه ينقل على RTVE كلان في إسبانيا وغيرها من الأراضي فتشمل قناة  RAI, في إيطاليا، RSI في سويسرا، تلفزيون فرنسا في فرنسا، قناة هوب في إسرائيل ومنصة  زوزونيا الرقمية في اليونان.
بالإضافة إلى نقلها على سي بي بي سي في المملكة المتحدة و RTE في أيرلندا، الدنيا روزي أيضا لديها قنوات يوتيوب  في اللغة الإنجليزية، الأسبانية، البرتغالية، أمريكا اللاتينية، الفرنسية، العربية، البولندية، السلوفينية، الهندية والعبرية. الحلقات  الروسية  بثت على تيريموك كيدز  والحلقات الرومانية  على ترالالا.

## التطوير
الدنيا روزي من تأليف فيكي كورنر لصالح V&S الترفيهية وانتجت بالشراكة مع الجزيرة للأطفال، المملوكة من مؤسسة قطر. السلسلة كانت واحدة من أوائل الإنتاج العالمي المشترك التي تبث على براعم حيث متوفرة للبث في الدول العربية وأوروبا باللغة العربية. المسلسل انتج بتقنية HD CGI انيمشن.
في التطوير منذ ما يقرب منذ عشرة اعوام قبل الذهاب إلى الإنتاج، كان المفهوم لخلق جذابة بصريا يقودها المعرض التي من شأنها أنه صالح أيضا إلى الأولاد.

## النسخ الخارجية
الدنيا روزي قد انتج ب 27 لغة حول العالم.
- الإنكليزية– النسخة الإنكليزية بثت على CBeebies, RTÉjr, E.tv, تي في أو أونتاريو، Mediacorp, Kidoodle, Playkids و  Oznoz وقدمت بالإنكليزية.
- العربية– النسخة العربية بثت على قناة براعم، سبيستون وأوزنوز وقدمت باللغة العربية.
- الإسبانية الكتالونية – النسخة الإسبانية الكتالونية بثت  علىRTVE Clan, Canal Panda, Playkids and وقدمت باللغة الكتالونية.
- الإسبانية العامة– النسخة الإسبانية الكتالونية بثت  على V-me Kids, CBeebies, Kidoodle, Playkids , Oznoz وقدمت باللغة الإسبانية العامية.
- البرتغالية– النسخة البرتغالية بثت  علىCanal Panda, RTP و Oznoz وقدمت باللغة البرتغالية.
- الفرنسية– النسخة الفرنسية بثت  علىFrance TVو SRC وقدمت باللغة الفرنسية.
- الإيطالية– النسخة الإيطالية بثت  على RAI YoYo, RSI and Oznoz وقدمت في إيطاليا.
- النرويجية– النسخة النرويجية بثت  على TV2 Norway وقدمت في النرويج.
- الفنلندية– النسخة الفنلندية بثت  على YLE وقدمت في فنلندا
- البولندية– النسخة البولندية  بثت  علىTVPو TVN وقدمت في بولندا.
- الروسية– النسخة الروسية بثت  علىKarusel و X Media وقدمت في روسيا.
- الإستونية– النسخة الإستونية بثت  على EPB  وقدمت في إستونيا.
- التركية– النسخة التركية بثت  على Minika وقدمت في تركيا .
- الهنغارية– النسخة الهنغارية بثت  على Minimax وقدمت في هنغاريا .
- الرومانية– النسخة الرومانية بثت  على  Minimax  و  Mora TV وقدمت في رومانيا .
- التشيكية– النسخة التشيكية بثت  علىMinimax و AQS وقدمت في التشيك.
- السلوفاكية– النسخة السلوفاكية بثت  علىMinimaxو RTV وقدمت في سلوفاكيا.
- الصربية– النسخة الصربية بثت  على Minimax  و Mini Ultra وقدمت في صربيا.
- الكرواتية– النسخة الكرواتية بثت  على Mini Ultra  وقدمت في كروتيا.
- الأوكرانية – النسخة الأوكرانية بثت  على Pixel TV وقدمت في أوكرانيا .
- اليونانية الاغريقية– النسخة اليونانية الإغريقية بثت  علىCYBC وقدمت باللغة اليونانية الإغريقية.
- اليونانية– النسخة اليونانية بثت  على Zouzounia TV وقدمت في اليونان.
- العبرية – النسخة العبرية بثت  علىHOP! و Oznoz وقدمت بإسرائيل .
- الهندية– النسخة  الهندية بثت  علىCBeebies وقدمت بالهند .
- باهاسا– النسخة الباهاسا بثت  علىCBeebiesو Indosair وقدمت في الباهاسا .
- التايلندية– النسخة التايلندية  بثت  على PBS وقدمت بتايلاند .
- الفيتنامية– النسخة الفيتنامية بثت  على TKL  وقدمت في الفيتنام .

## تجارة
تم إطلاق الدفعة الأولى من ألعاب الدنيا روزي في عام 2011، وشملت الدفعة أفخم من الدمى يضم أفضل صديقي روزي، حلقة يا روزي، هيا نرقص روزي وأحلام جميلة روزي. وشملت ألعاب إضافية الألغاز  البانورامية، لعبة روك ن روزي، الزلاجة تووتر، العروض الموسيقية، مجموعة ملعب والشخصيات البلاستيكية بوسيبل.
أطلقت إصدارات الديفيدي بالشراكة مع NBC يونيفرسال بعام 2012.
أطلقت نينتندو ي ادس لعبة في يناير 2013 مع مبيعات تتجاوز التوقعات الوصول إلى أعلى 10 عناوين ما قبل المدرسة.
وضعت إيغمونت التطبيقات قيد التطوير التي ذهبت للبيع على المتجر في نهاية عام 2013 ووصلت NO.1 و NO.2 على التوالي في الرسم البياني للأطفال الأكثر مبيعا.
هناك حاليا اثنين من التطبيقات المجانية المتاحة على المتجر - تطبيق الرسم والتطبيق يحتوي على 3 مباريات مصغرة. وألعاب كثيرة وتطبيقات تكون قيد التطوير.
يتم تضمين الدنيا روزي أيضا في العاب موقع سي بيبيز.
روزي واردة بانتظام في العديد من المجلات الرائدة بما في ذلك مجلة سي بيبيز وتويبوكس، وأدرجت في التوقيع نشر قوس قزح المرح وأصدقاء ريدان.
وشملت المرخص لهم الآخرين إيغمونت، دانيلو، بلوس كلوثينغ، أيكرويد وأولاده، جامبو، هتي، سافتا، جي بي زي ونستله.

## الترقية

### العروض الحية
للعام السادس على التوالي، الدنيا روزي  شارك في دعوات، ويست لايف في ميدان ترافلغار، لندن يوم السبت 24 والاحد 25  يونيو 2017. هذا الحدث مجانا تديرها مجلس وستمنستر  يعرض في مسرح ويست إند فضلا عن توفيره الأنشطة لجميع أفراد الأسرة. مع إقبال أكثر من 600000 شخص في جميع أنحاء عطلة نهاية الأسبوع، استضاف روزي ورومبا السلسلة  ليجتمع مع جماهيره فضلا عن وضعه عروض رقص حصرية يتم بثها عبر شاشات الفيديو إلى ليستر سكوير.
خلال صيف 2016, ظهر روزي ورومبا في ألتون تاورز للسنة الثانية على التوالي، بين السبت 30 يوليو إلى الجمعة 5 أغسطس. نظم هذا الأسبوع  بالتعاون مع سي بيبيز لاند، لتوفير فرص التصوير والمعجبين الذين شاركوا في المسابقات اليومية عن طريق نشر المشاركات على تويتر.
يوم الأحد 20  نوفمبر 2016, الدنيا روزي شاركوا في هامليز كريسماس باراد  في Regent Street, لندن. مع  حضور أكثر من مليون شخص هذه كان يجب أن يرى لللمشهد العام في الفترة التي تسبق عيد الميلاد. زي الشخصيات التي انتجتها شركة  اوفستايج ماناجمينت وشارك في فتح-أعلى الحافلة للعرض. كان هناك عرض مسرحي وليجتمع كل من  روزي ورومبا ليتقاسموا الأضواء مع بعض من أفضل العلامات التجارية المحبوبة في منطقة CBeebies .
شراكة جديدة بين V&S الترفيه المحدودة وبيكتشرزهاوس السينمائية  لإطلاق الدنيا روزي الرأس إلى الشاشة الكبيرة لإطلاق فيلم  في الدورة 33 من الشركة بدور السينما في جميع أنحاء المملكة المتحدة. نجاح العروض قد حدثت بالفعل في فبراير ومايو 2017, مع المزيد من المقرر في تموز / يوليه وأيلول / سبتمبر.
بالإضافة إلى ذلك، الدنيا روزي استضافت العرض حصري  في Pinewood Studios يوم الجمعة 13 / ديسمبر 2013. الأطفال من المدارس المحلية ودور العجزة دعيت لحضور العرض مدتها  24 دقيقة خاصة 'عندما كنت ترغب في بناء بلوط'.

## الإستقبال
أطلقت كل شيء روزي على سي بيبيز في مايو 2010 إلى إشادة الحرجة. نداء إلى كل من الفتيات والفتيان، وضعت روزي على الفور نفسها باعتبارها أعلى ملسل مشاهدة على الموقع. ولا تزال هذه السلسلة تتجاوز نصيبها القياسي العام على أساس سنوي، وتتميز بشكل منتظم في أفضل 5 برامج لمرحلة ما قبل المدرسة وفقا لبارب.
7 سنوات على كل شيء روزي أنشأت نفسها كعضو معترف بها من عائلة سي يبيز وتبث  على الهواء يوميا تقريبا منذ اطلاقها . كما تم بيع هذه السلسلة لأكثر من 160 منطقة في جميع أنحاء العالم، ومن المقرر بانتظام في فتحات الوقت الرئيسي .
تعليقات إميلي أشبي كومون سينس ميديا - يعكس الدنيا روزي أفراح اللعب التعاوني والصداقة، ولكن هذا لا يعني أنه ليس هناك لحظات من الصراع بين الشخصيات. تماما كما هو الحال في الحياة الحقيقية، فإنها يمكن أن تكون غير قابلة للاختبار وامتحانها مع بعضها البعض، وغالبا ما يكون لديهم أفكار وآراء مختلفة. ومع ذلك، من حسن الحظ أنهم يتعلمون الكثير في حل المشكلات التي تنشأ أثناء مغامراتهم، وهناك دائما شيء إيجابي يمكن للمشاهدين اتخاذه من المحتوى.
واحدة من أكثر الأشياء المحببة من هذه السلسلة هو لحن موضوع جذاب، يكتبها مايك موران وتلحين  مايك موران ورولاند لي.
في تعليقات المادحة من قبلا الأمهات والأباء لهذه السلسلة على ممسنيت وقد علقوا "أطفالي احبوها وهذا لا يمكن الحصول على ما يكفي، لقد فقدت العديد من الأوقات والمرات التي شاهدناها مرارا وتكرارا!'; "ابني لا يتوقف عن غناء الشارة البداية ... قد أذى أذني!'; ' «انه مسلسل جميل، لديه الصور السحرية والألوان الجميلة»'.